# Lücke (Künstlergruppe)
Die Gruppe Lücke entstand 1971 als Künstlergruppe um A. R. Penck, Peter Herrmann, Wolfgang Opitz, Harald Gallasch (* 1949) und Steffen Terk in Dresden. Die Namensgebung „Lücke“ nahm Bezug auf den Namen der expressionistischen Künstlergruppe Brücke, wodurch auf die Leerstellen im Kunstbetrieb der DDR hingewiesen werden sollte.

## Geschichte
Penck war bereits an der 1965 aufgelösten Künstlergruppe Erste Phalanx Nedserd beteiligt. In der Künstlergruppe Lücke wurde mit dem Konzept einer gemeinschaftlichen Kunstproduktion experimentiert. Mit einer Maltechnik unter der Bezeichnung „Team-Psychologie-Technologie“ oder abgekürzt „TPT-Programm“ gestalteten die Künstler der Lücke Kunstwerke, indem sie gleichzeitig gemeinsam eine Bildfläche bearbeiteten.
Die Gruppe arbeitete bis 1976 gemeinsam im Atelier von Wolfgang Opitz an der Hechtstraße 25 (Hechtviertel).

## Galerie Lücke frequentor
Unter der Bezeichnung Lücke frequentor nutzte die Künstlergruppe von 1971 bis 1972 das Atelier von Wolfgang Opitz als Galerie für insgesamt sechs Ausstellungen. Gezeigt wurden vorwiegend eigene und Werke befreundeter Künstler.
- ab 21. März 1971: „Erste Integration junger Zeitgenossen“. Harald Gallasch, Wolfgang Opitz, Steffen Terk, A. R. Penck, G. Herrmann, Peter Graf, Peter Herrmann, K. Liebscher, Eberhard Busch, M. Böttcher, Winfried Dierske, G. Hanke, G. Jaeger, Siegfried Klotz, Peter Makolies und B. Wilde
- ab 30. Mai 1971: Peter Graf (ev. nur 1 Tag)
- ab 19. September 1971: Steffen Terk
- ab 17. Oktober 1971: „Mein Auge weint, wenn ich sehe!“ Harald Gallasch
- ab 21. November 1971: Peter Herrmann
- 26. März 1972: „UNTERGRund LÜCKE. Kollektivbilder und Musik“